# 有田麗未
有田 麗未（ありた つぐみ、2016年11月29日 - ）は日本の子役。スペースクラフトジュニア所属。

## 出演

### ドラマ
- 初恋、ざらり 第1話、第11話 上戸有紗（幼少）役
- 十津川警部の事件簿 草津・殺しのトライアングル 五十嵐舞（幼少）役
- らんまん 第19話、第20話 孫娘役
- それでも結婚したいと、ヤツらが言った。 琴葉（5歳時）役
- この恋あたためますか 最終話 園児
- 大豆田とわ子と三人の元夫
- ウツボカズラの夢 なっちゃん役
- 真夜中にハロー! 第8話

### テレビ番組
- スクる!
- きゃりーぱみゅぱみゅのホリデーシーズン 世界のみんなと英語であそんじゃおう
- えいごであそぼ Meets the World
- オハ! よ〜いどん
- ぐるぐるナインティナイン ゴチ22大決算 お店紹介ロケ
- ザ!世界仰天ニュース 辛い物好き女子SP 二胡奏者KiRiKo再現
- 奇跡体験!アンビリバボー 再現
- 爆報! THE フライデー 再現
- パパジャニWEST(Paraviオリジナル)(下記回に弟である有田翔聖と共に出演)
- #18(2019年9月20日配信) 大荒れの誕生日会
- #19(2019年9月27日配信)  ♪どんぐりころころどんぶりこ みんなで踊ってさあ大変！？
- #20(2019年10月4日配信) これは経費で落ちますか？

### 映画
- 沈黙のパレード 佐織（5歳時） 役
- ミッシング 美羽 役